# Raivo Palmaru

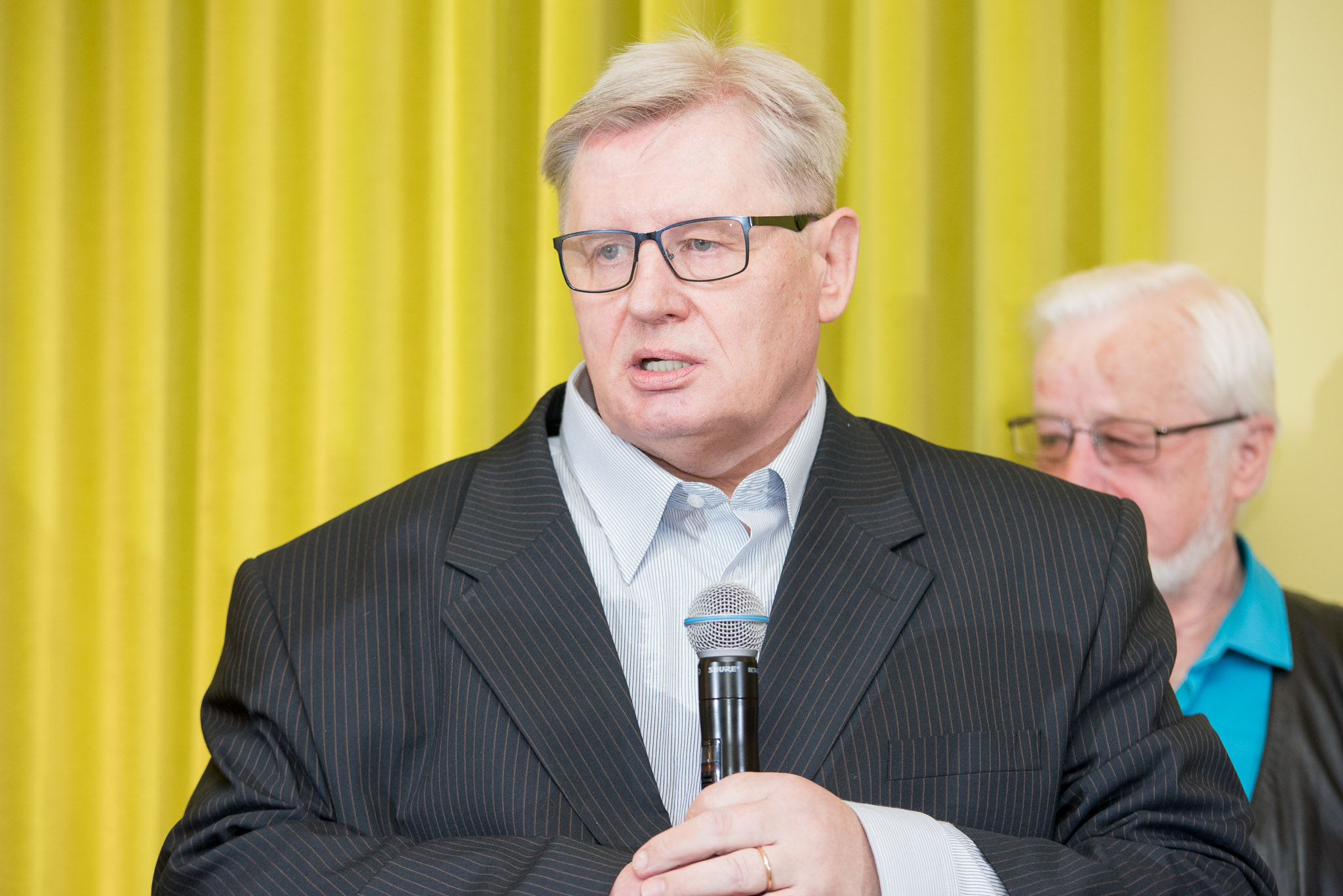
Raivo Palmaru (2018)

Raivo Palmaru (* 27. November 1951 in Pärnu, Estnische SSR) ist ein estnischer Journalist sowie Kultur- und Medienpolitiker. Er war von 2005 bis 2007 Kulturminister der Republik Estland.

## Leben, Journalismus und Politik
Raivo Palmaru schloss 1970 die Schule in seiner Heimatstadt Pärnu an der estnischen Westküste ab. 1978 beendete er sein Studium der Geschichte an der Staatlichen Universität Tartu.
Früh schrieb er für estnische Zeitung und Zeitschriften: ab 1983 bei Noorte Hääl („Stimme der Jugend“) und von 1985 bis 1988 bei Aja Pulss („Puls der Zeit“). Von 1988 bis 1990 arbeitete Palmaru als Sektorleiter im Zentralkomitee der Kommunistischen Partei Estlands (EKP).
Von 1990 bis 1993, in der Zeit der Wiedererlangung der estnischen Unabhängigkeit, war Palmaru beim öffentlich-rechtlichen estnischen Fernsehsender Eesti Televisioon beschäftigt. 1993 wurde er Abteilungsleiter der Zeitung Rahva Hääl. 1994 wurde er Sonderkorrespondent der kurzlebigen Tageszeitung Eesti Sõnumid („Estnische Nachrichten“). Von 1995 bis 1997 war Palmaru Sonderkorrespondent des estnischen Blattes Sõnumileht. 1995 wählte ihn der Estnische Journalistenverband zum „Journalisten des Jahres“.
Von 1997 bis 1999 fungierte Palmaru als Berater des estnischen Ministerpräsidenten Tiit Vähi und Leiter der Estnischen Staatskanzlei. 1997 wechselte er als Redakteur zur Zeitschrift Luup.
2001 promovierte er in Politologie und Staatswissenschaft an der Pädagogischen Universität Tallinn (heute Universität Tallinn). Von 2001 bis 2005 unterrichtete Palmaru in Tallinn an der privaten Universität Akadeemia Nord unter anderem Medien- und Kommunikationswissenschaft, seit 2001 mit dem Titel eines Professors.
Von 2005 bis 2007 war Raivo Palmaru Kulturminister der Republik Estland in der Koalitionsregierung unter Ministerpräsident Andrus Ansip. Er gehört der Estnischen Zentrumspartei (Eesti Keskerakond) an.
Von 2007 bis 2010 setzte er seine Lehrtätigkeit an der Akadeemia Nord fort. Seit 2010 unterrichtet Raivo Palmaru an der Universität Tallinn.